# Greatest Hits (álbum de Joe Cocker)
Greatest Hits es un álbum recopilatorio del músico británico Joe Cocker, publicado por la compañía discográfica EMI en noviembre de 1998. Además de grandes éxitos de la carrera musical de Cocker, Greatest Hits también incluyó tres canciones inéditas, incluyendo una canción en directo con el cantante Eros Ramazzotti.

## Lista de canciones
1. "Summer in the City" (John Sebastian, Mark Sebastian, Steve Boone) – 3:48
2. "Could You Be Loved" (Bob Marley) – 4:12
3. "The Simple Things" (Rick Neigher, Phil Roy, John Shanks) – 4:46
4. "N'Oubliez Jamais" (Jim Cregan, Russ Kunkel) – 4:40
5. "Have a Little Faith in Me" (John Hiatt) – 4:15
6. "What Becomes of the Brokenhearted" (William Weatherspoon, Paul Riser, James Dean) – 4:10
7. "Don't Let Me Be Misunderstood" (Bennie Benjamin, Gloria Caldwell, Sol Marcus) – 3:53
8. "Delta Lady" (Leon Russell) – 3:17
9. "You Are So Beautiful" (Billy Preston, Bruce Fisher) – 2:44
10. "That's All I Need to Know (live)" (feat. Eros Ramazzotti) – 4:00
11. "Let the Healing Begin" (Tony Joe White) – 4:15
12. "Tonight" (Gregg Sutton, Max Carl) – 4:45
13. "Night Calls" (Jeff Lynne) – 3:26
14. "Don't You Love Me Anymore" (Albert Hammond, Diane Warren) – 5:08
15. "When the Night Comes" (Bryan Adams, Jim Vallance, Warren) – 4:44
16. "You Can Leave Your Hat On" (Randy Newman) – 4:12
17. "Unchain My Heart" (Teddy Powell, Robert Sharp, Jr.) – 5:03
18. "With a Little Help from My Friends (live)" (John Lennon, Paul McCartney) – 5:56

## Posición en listas
| País              | Lista                 | Posición |
| ----------------- | --------------------- | -------- |
| Alemania          | Media Control Charts  | 10       |
| Austria           | Austrian Albums Chart | 5        |
| Bélgica (Flandes) | Ultratop 200          | 1        |
| Bélgica (Valonia) | Ultratop 200          | 9        |
| Francia           | SNEP Albums Chart     | 8        |
| Noruega           | VG-lista Albums Chart | 8        |
| Países Bajos      | Dutch Top 40          | 24       |
| Reino Unido       | UK Albums Chart       | 24       |
| Suecia            | Swedish Albums Chart  | 35       |
| Suiza             | Swiss Albums Chart    | 10       |

## Certificaciones
| País     | Organismo certificador | Certificación | Ventas certificadas | Ref.   |
| -------- | ---------------------- | ------------- | ------------------- | ------ |
| Alemania | BVMI                   | Oro           | 250 000             | [ 14 ] |
| Francia  | SNEP                   | Oro (x2)      | 200 000             | [ 15 ] |
| Suiza    | IFPI                   | Platino       | 50 000              | [ 16 ] |
| Bélgica  | BEA                    | Platino       | 100 000             | [ 17 ] |